# Conisania poelli
Conisania poelli is een vlinder uit de familie uilen (Noctuidae). De wetenschappelijke naam is voor het eerst geldig gepubliceerd in 1915 door Stertz.
De soort komt voor in Europa.